# Louise Chow
Louise Tsi Chow (Chinese: 周芷; pinyin: Zhōu Zhǐ) est professeure de biochimie et de génétique moléculaire à l' Université d'Alabama à Birmingham et partenaire étrangère de la National Academy of Sciences, connue pour ses recherches sur le papillomavirus humain. Ses recherches ont contribué à la découverte de l'épissage des gènes, et en 1993 son collaborateur, Richard J. Roberts, a reçu le prix Nobel de la recherche, certaines personnes affirmant que Chow aurait également dû recevoir ce prix.

## Biographie
Chow est née dans la province de Hunan, République de Chine. Son père Chou Te-Wei (周德偉 (zh)) était un économiste reconnu qui travaillait pour le ministère des finances de la République de Chine à Taiwan.
Elle a étudié la chimie agricole à l'Université nationale de Taiwan et a obtenu son diplôme en 1965 avant de déménager en Californie pour poursuivre des études supérieures en chimie au California Institute of Technology, obtenant son doctorat en 1973. Elle a ensuite entrepris une formation post-doctorale à l' Université de Californie à San Francisco, en faisant des recherches sur le virus de la tumeur du singe SV40.
Avec son mari, le scientifique Thomas Broker, elle a rejoint le Cold Spring Harbor Laboratory en 1975. C'est alors qu'en étudiant l'organisation génétique, la transcription de l'ADN, et la traduction de l'ARN des adénovirus, ses collègues et elle ont découvert l'épissage de l'ARN en 1977. Cette découverte permis à son collègue Richard Roberts de gagner le prix Nobel de Physiologie et de Médecine en 1993 (partagé avec Philip Sharp du MIT dont l'équipe a fait la même découverte indépendamment). Beaucoup ont estimé que Chow méritait sa part du prix (voir Controverse du Prix Nobel).
En 1984, elle a accepté un poste à la faculté de médecine de l'Université de Rochester, étudiant le génome du virus du papillome humain (VPH). Chow est devenue professeure à l'Université de l'Alabama à Birmingham (UAB) en 1993, pour étudier la génétique et la virologie. Elle se concentre sur des maladies telles que le cancer, la mucoviscidose et le sida.
À l'UAB, Chow a développé une méthode pour produire en grande quantité une des souches du HPV causant le plus de cancer : HPV-18. Ainsi, avec son équipe, elle a permis d'étudier le cycle complet de réplication du HPV.

## Controverse du prix Nobel
En 1993, son collaborateur du laboratoire de Cold Spring Harbor, Richard J. Roberts, a reçu le prix Nobel, ainsi que le chercheur Philip Sharp, pour la découverte de l'épissage de l'ARN. Roberts dit que cette récompense rendait hommage à ses collègues, incluant Chow. Pourtant d'autres scientifiques ont estimé que Chow, qui a manipulé et réglé le microscope électronique pour permettre aux chercheurs d'oberserver le processus d'épissage, aurait dû être incluse parmi les scientifiques qui ont reçu ce prix Nobel. Chow dit au Boston Globe que ses contributions « n'étaient pas futiles... c'était un nouveau type d'expérience nécessitant d'être conçue et mise en place. »

## Publications clés
- (en) Chow, Gelinas, Broker et Roberts, « An amazing sequence arrangement at the 5' ends of adenovirus 2 messenger RNA », Cell, vol. 12, no 1,‎ septembre 1977, p. 1–8 (ISSN 0092-8674, PMID 902310, DOI 10.1016/0092-8674(77)90180-5)

## Distinctions
- Associé étranger de l' Académie nationale des sciences, 2012
- Membre de l' Academia Sinica [8]